# Lost at Sea
Lost at Sea är ett album av Craig's Brother som gavs ut 2001.

## Låtlista
1. "Glory" (Musik: A. Snyder, Text: J. Bond) – 4:53
2. "Lullaby" (Musik & Text: J. Bond) – 3:10
3. "Masonic" (Musik & Text: D. McClintock) – 3:53
4. "Divorce" (Musik: A. Snyder, Text: J. Bond) – 3:13
5. "Head In A Cloud" (Musik & Text: J. Bond) – 3:20
6. "Back and Forth" (Musik & Text: D. McClintock & J. Bond) – 4:19
7. "Falling Out" (Musik & Text: J. Bond) – 3:29
8. "Set Free" (Musik & Text: J. Bond) – 2:55
9. "Prince of America" (Musik: J. Bond, D. Mcclintock, Text: J. Bond) – 3:04
10. "Lost at Sea" (Musik & Text: J. Bond) - 7:09